# Américo Cortez Pinto
Américo Cortez Pinto (Leiria, 14 de março de 1896 — Cascais, 30 de novembro de 1979) foi um médico e poeta português.

## Biografia
Estudou no Liceu Nacional de Leiria e na Faculdade de Medicina da Universidade de Coimbra. Foi médico, professor de Higiene e diretor do Instituto Português de Reumatologia. A par da sua carreira como profissional de saúde, foi escritor, sobretudo de poesia, e desenvolveu diversas atividades públicas, incluindo de natureza política.
Foi um dos fundadores da revista Ícaro, juntamente com Cabral do Nascimento, Alfredo Brochado e Luís Vieira de Castro e encontra-se colaboração da sua autoria noutros títulos da época:  O Occidente  (1878-1915), Contemporânea (1915-1926), Música  (1924-1925), nomeadamente  o artigo "Momento musical", no nº 2 de 1 de setembro de 1924,  e na Revista Municipal da Câmara Municipal de Lisboa (1939-1973).
A 13 de novembro de 1943, foi agraciado com o grau de Oficial da Ordem Militar de Cristo.
Monárquico e católico, foi vice-presidente da Associação dos Médicos Católicos e, posteriormemte, tornou-se apoiante do Estado Novo. Integrou os órgãos da União Nacional, em Leiria, e foi eleito deputado à Assembleia Nacional, nas legislaturas iniciadas em 1949, 1953 e 1957. Nunca deixou, contudo, de defender o ideal monárquico, fazendo-o inclusive no Parlamento. Na revisão constitucional de 1951, juntamente com outros deputados defensores da monarquia, como Caetano Beirão, Augusto Cancela de Abreu ou João Ameal, propôs a restauração do regime deposto em 5 de outubro de 1910. Na revisão de 1959, em que se discute a alteração da forma de eleição do chefe de Estado, retoma a questão, tornada mais pertinente pela ameaça que o Estado Novo sofrera com a candidatura de Humberto Delgado. Nesta revisão da lei fundamental, Cortez Pinto também assinou, com outros deputados, dois projetos de lei, um defendendo a subseção da palavra «raça», inscrita no artigo 12.°, respeitante à «defesa da família como factor de conservação e desenvolvimento da raça[...]» pelo termo «etnia», que considerou mais adequado, por ser a nação composta por vários grupos antropobiológicos, e outro, da autoria de Carlos Moreira, propondo a inclusão do nome de Deus no texto constitucional (DS, n.° 122, .".6.1959, p. 974).
Celebrando o Dia da Cidade, a 22 de maio de 1982, o Município de Leiria atribuiu o seu nome a uma das suas artérias e inaugurou um busto de bronze, em plinto de mármore, sito no pequeno largo dessa rua. A outra homenagem de Leiria a Américo Cortez Pinto é o painel da «arte de imprimissão», situado próximo da Praça Francisco Rodrigues Lobo. Também a Câmara Municipal de Oeiras atribuiu o nome do médico e poeta a uma rua em Carnaxide.

## Prémios
- Prémio Antero de Quental com A Alma e o Deserto
- Prémio Alexandre Herculano com Da Famosa Arte da Imprimissão

## Obras
- Lágrimas e sorrisos  {1912}
- Senhora da Renuncia   {1918}
- Poema da Tentação   {1922}
- Os Perigos da castidade (1934)
- A Alma e o Deserto (1941)
- O Menino Jesus em Portugal (1941)
- Da Famosa Arte da Imprimação (1947; com estampas de Lino António e Adofo Simoni)
- Santos de Portugal (1956)
- Talant de Bien Faire - A Divisa do Infante e a criação do Estado da Índia {1955}
- João Carlos (estudo biográfico de João Carlos Celestino Gomes) (1961)
- Dionisos Poeta e Rey (1982 - edição póstuma)